# Giải bóng đá hạng nhì quốc gia Campuchia
Giải bóng đá hạng Nhì quốc gia Campuchia (tiếng Khmer: កម្ពុជាលីគ២ Kampuchea Lik 2 [kampuciə lik piː]; tiếng Anh: Cambodian League 2) là giải bóng đá hạng thứ 2 trong hệ thống bóng đá của Campuchia. Giải đấu được tổ chức lần đầu tiên vào năm 2016 bởi Liên đoàn bóng đá Campuchia. Những đội chiến thắng từ một trong sáu khu vực (Bắc, Nam, Đông, Tây, Trung và Phnom Penh) từ Cúp Hun Sen đủ điều kiện thi đấu tại Giải hạng nhì Campuchia. Các đội bóng sẽ thi đấu vòng tròn hai lượt trên sân nhà và sân khách; đội vô địch giải đấu sẽ được thăng hạng lên Giải bóng đá vô địch quốc gia Campuchia (hạng đấu cao nhất của bóng đá Campuchia).

## Tổng quan

### Quy tắc cầu thủ
Mỗi đội phải có ít nhất 50% cầu thủ dưới 21 tuổi (U21). Các cầu thủ nước ngoài không được phép chơi ở Giải hạng hai Campuchia.

## Các nhà vô địch trong lịch sử
| Season | Câu lạc bộ            | Giải đấu hiện tại        |
| ------ | --------------------- | ------------------------ |
| 2016   | Kirivong Sok Sen Chey | Cambodian Premier League |
| 2017   | Visakha               | Cambodian Premier League |
| 2018   | Không tổ chức         | Không tổ chức            |
| 2019   | Không tổ chức         | Không tổ chức            |
| 2020   | Prey Veng             | Cambodian League 2       |
| 2021   | Bati Academy          | Cambodian League 2       |
| 2022   | CXĐ                   |                          |

### Vô địch theo câu lạc bộ
| Câu lạc bộ            | Vô địch | Mùa vô địch |
| --------------------- | ------- | ----------- |
| Bati Academy          | 1       | 2021        |
| Kirivong Sok Sen Chey | 1       | 2016        |
| Prey Veng             | 1       | 2020        |
| Visakha               | 1       | 2017        |